# 马尔库·斯拉维克
马尔库·斯拉维克（德語：Markku Slawyk，1962年5月8日—），德国男子曲棍球运动员。他曾代表西德国家队参加1984年夏季奥林匹克运动会曲棍球比赛，获得一枚银牌。